# Pablo Bruna

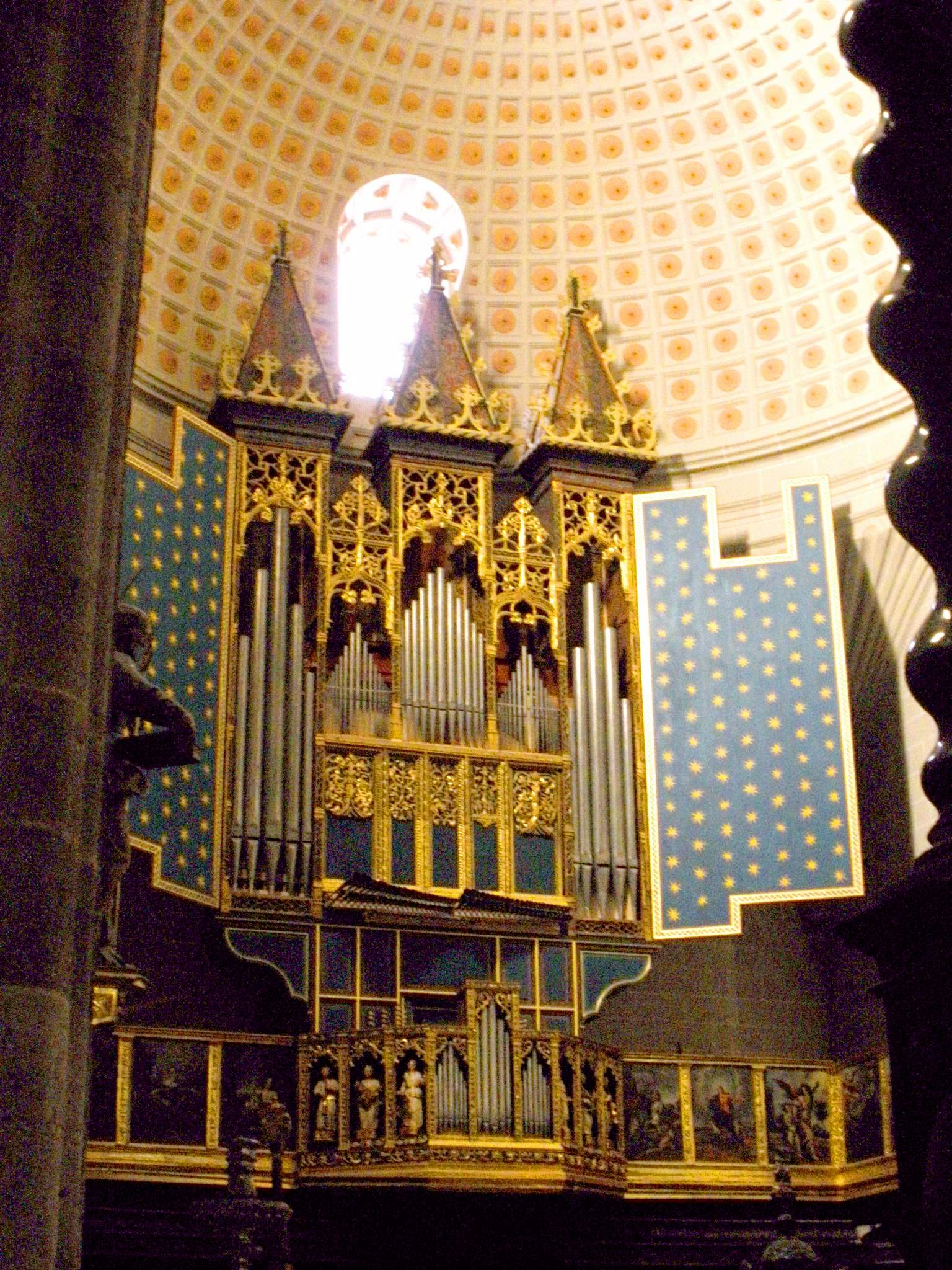
Wirkungsort Pablo Brunas: Die Orgel der Kirche Colegiata de Santa Maria de los Sagrados Corporales in Daroca

Pablo Bruna (* 22. Juni 1611 in Daroca, (Aragonien); † 27. Juni 1679 ebenda) war ein spanischer Organist und Komponist.

## Leben und Wirken
Pablo Bruna erblindete als Kind nach einer Pockenerkrankung. Nach seiner Ausbildung zum Organisten wirkte er zunächst in seiner Heimatstadt Daroca als Organist der dortigen Basilika. Der „Blinde von Daroca“ erwarb im Spanien des 17. Jahrhunderts solchen Ruhm, dass selbst die Könige Philipp IV. und Karl II. Daroca besuchten, um seine Musik und sein Spiel zu hören. 1650 forderte ihn König Philipp IV. als Hoforganisten an. Bruna folgte diesem Ruf, verbrachte allerdings seine letzten Lebensjahre wieder in seiner Heimat, wo er im Juni 1679 wenige Tage nach Vollendung seines 68. Lebensjahres starb. Pablo Bruna schuf als Komponist vorwiegend Werke für Orgel.